# XA-2攻擊機
Douglas XA-2是一架道格拉斯於1926年春天由O-2觀察機改裝而來的原型攻擊機。

## 發展
一架O-2(序號 25-380)，經過改裝成為了攻擊機。雖然飛機的基本結構保持不變，但進行了一些修改。O-2的水冷Liberty引擎 (V-1650) 換成倒置風冷 Allison VG-1410引擎。下部發動機罩被拆除，以允許更多的冷卻空氣流過發動機。
並且XA-2配備了更大的火力 。它有六挺向前射擊的0.30口徑勃朗寧機槍-兩挺位於駕駛艙前方的機頭，兩挺分別位於中上翼和下翼。兩門.30口徑路易士機槍安裝在靈活的支架上，供觀察砲手在飛機後部防禦時使用。 該飛機還可以裝載100lb(45kg) 的小型炸彈。
XA-2與XA-3一同進行了評估。 道格拉斯雖然贏得初期的評比，但陸軍隨後意識到XA-2採用的發動機產能正在減少，因此陸軍讓兩款飛機均換裝了Packard 1A-1500引擎，並再次進行評估。而柯蒂斯在這次獲勝，成為1928年至1935年間美國陸軍航空兵團的前線攻擊機。